# Okoły (przystanek kolejowy)
Okoły – zlikwidowany przystanek kolejowy w miejscowości Okoły, w województwie opolskim, w powiecie opolskim, w gminie Murów, w Polsce.